# Đội tuyển bóng đá trong nhà quốc gia Thái Lan
Đội tuyển bóng đá trong nhà quốc gia Thái Lan đại diện Thái Lan tại các giải đấu bóng đá trong nhà (futsal) quốc tế, do Hiệp hội bóng đá Thái Lan điều hành.
Thái Lan là đội futsal mạnh nhất Đông Nam Á và mạnh hàng đầu châu lục. Đội đã 16 lần vô địch Đông Nam Á, giành 4 huy chương vàng Sea Games. Ở cấp độ châu Á, đội 2 lần về nhì ở AFC Futsal Asian Cup vào các năm 2008, 2012, chỉ xếp sau Iran và Nhật Bản. Thái Lan cũng đã có 6 lần liên tục tham dự FIFA Futsal World Cup từ năm 2000.

## Biệt danh
Trên các phương tiện truyền thông từng nhắc đến biệt danh "Toh-Lek" (tiếng Thái: โต๊ะ, tạm dịch: Sân nhỏ) hoặc "Toh-Lek-Team-Chad-Thai"(tạm dịch: Đội tuyển Thái Lan sân nhỏ).
Toh-Lek là từ lóng chung để gọi bóng đá trong nhà là môn thể thao ở Thái Lan. Tiếng Thái thông qua từ gốc Futsal (tiếng Thái: ฟุต ซอ ล bóng đá trong nhà) và sử dụng nó để gọi loại thể thao. Tuy nhiên, người Thái còn có thể gọi nó là Toh-Lek vì nó đại diện cho các trận đấu bóng đá mà chơi trên sân nhỏ hơn.

## Sân nhà
Đội tuyển bóng đá trong nhà quốc gia Thái Lan chơi các trận đấu tại sân Bangkok Arena với sức chứa 12.000 người và Sân vận động trong nhà Huamark với sức chứa 10.000 người.
| Nong Chok        | Thủ đô Băng Cốc                                                           | Bang Kapi                      |
| ---------------- | ------------------------------------------------------------------------- | ------------------------------ |
| Bangkok Arena    | Thủ đô Băng Cốc                                                           | Sân vận động trong nhà Huamark |
| Sức chứa: 12.000 | Thủ đô Băng Cốc                                                           | Sức chứa: 10.000               |
|                  | Nong ChokBang KapiĐội tuyển bóng đá trong nhà quốc gia Thái Lan (Bangkok) |                                |

## Giải đấu

### ~Giải vô địch bóng đá trong nhà thế giới
| Giải vô địch bóng đá trong nhà thế giới | Giải vô địch bóng đá trong nhà thế giới | Giải vô địch bóng đá trong nhà thế giới | Giải vô địch bóng đá trong nhà thế giới | Giải vô địch bóng đá trong nhà thế giới | Giải vô địch bóng đá trong nhà thế giới | Giải vô địch bóng đá trong nhà thế giới | Giải vô địch bóng đá trong nhà thế giới |
| Năm                                     | Kết quả                                 | ST                                      | T                                       | H                                       | B                                       | BT                                      | BB                                      |
| --------------------------------------- | --------------------------------------- | --------------------------------------- | --------------------------------------- | --------------------------------------- | --------------------------------------- | --------------------------------------- | --------------------------------------- |
| 1989                                    | Không tham dự                           | Không tham dự                           | Không tham dự                           | Không tham dự                           | Không tham dự                           | Không tham dự                           | Không tham dự                           |
| 1992                                    | Không vượt qua vòng loại                | Không vượt qua vòng loại                | Không vượt qua vòng loại                | Không vượt qua vòng loại                | Không vượt qua vòng loại                | Không vượt qua vòng loại                | Không vượt qua vòng loại                |
| 1996                                    | Không tham dự                           | Không tham dự                           | Không tham dự                           | Không tham dự                           | Không tham dự                           | Không tham dự                           | Không tham dự                           |
| 2000                                    | Vòng 1                                  | 3                                       | 0                                       | 0                                       | 3                                       | 2                                       | 17                                      |
| 2004                                    | Vòng 1                                  | 3                                       | 1                                       | 0                                       | 2                                       | 5                                       | 13                                      |
| 2008                                    | Vòng 1                                  | 4                                       | 1                                       | 0                                       | 3                                       | 7                                       | 15                                      |
| 2012                                    | Vòng 16 đội                             | 4                                       | 1                                       | 0                                       | 3                                       | 9                                       | 16                                      |
| 2016                                    | Vòng 16 đội                             | 4                                       | 2                                       | 0                                       | 2                                       | 22                                      | 25                                      |
| 2021                                    | Vòng 16 đội                             | 4                                       | 1                                       | 1                                       | 2                                       | 11                                      | 16                                      |
| 2024                                    | Vượt qua vòng loại                      | Vượt qua vòng loại                      | Vượt qua vòng loại                      | Vượt qua vòng loại                      | Vượt qua vòng loại                      | Vượt qua vòng loại                      | Vượt qua vòng loại                      |
| Tổng số                                 | Vòng 16 đội (7/10)                      | 22                                      | 6                                       | 1                                       | 15                                      | 56                                      | 102                                     |

### Giải vô địch châu Á
| Giải vô địch châu Á | Giải vô địch châu Á            | Giải vô địch châu Á            | Giải vô địch châu Á            | Giải vô địch châu Á            | Giải vô địch châu Á            | Giải vô địch châu Á            | Giải vô địch châu Á            |
| Năm                 | Vòng                           | ST                             | T                              | H*                             | B                              | BT                             | BB                             |
| ------------------- | ------------------------------ | ------------------------------ | ------------------------------ | ------------------------------ | ------------------------------ | ------------------------------ | ------------------------------ |
| 1999                | Vòng 1                         | 4                              | 2                              | 0                              | 2                              | 43                             | 22                             |
| 2000                | Hạng 3                         | 5                              | 3                              | 0                              | 2                              | 29                             | 23                             |
| 2001                | Tứ kết                         | 4                              | 2                              | 0                              | 2                              | 24                             | 14                             |
| 2002                | Hạng 3                         | 7                              | 6                              | 0                              | 1                              | 42                             | 15                             |
| 2003                | Hạng 3                         | 6                              | 5                              | 0                              | 1                              | 23                             | 7                              |
| 2004                | Hạng 3                         | 6                              | 4                              | 1                              | 1                              | 49                             | 14                             |
| 2005                | Vòng 2                         | 6                              | 3                              | 2                              | 1                              | 57                             | 12                             |
| 2006                | Vòng 1                         | 3                              | 2                              | 0                              | 1                              | 19                             | 11                             |
| 2007                | Tứ kết                         | 4                              | 2                              | 0                              | 2                              | 23                             | 16                             |
| 2008                | Á quân                         | 6                              | 5                              | 0                              | 1                              | 27                             | 10                             |
| 2010                | Tứ kết                         | 4                              | 3                              | 0                              | 1                              | 21                             | 16                             |
| 2012                | Á quân                         | 6                              | 5                              | 0                              | 1                              | 22                             | 16                             |
| 2014                | Tứ kết                         | 4                              | 2                              | 1                              | 1                              | 17                             | 9                              |
| 2016                | Hạng 3                         | 6                              | 5                              | 1                              | 0                              | 31                             | 10                             |
| 2018                | Tứ kết                         | 4                              | 2                              | 0                              | 2                              | 16                             | 16                             |
| 2020                | Bị huỷ bỏ vì Đại dịch COVID 19 | Bị huỷ bỏ vì Đại dịch COVID 19 | Bị huỷ bỏ vì Đại dịch COVID 19 | Bị huỷ bỏ vì Đại dịch COVID 19 | Bị huỷ bỏ vì Đại dịch COVID 19 | Bị huỷ bỏ vì Đại dịch COVID 19 | Bị huỷ bỏ vì Đại dịch COVID 19 |
| 2022                | Hạng tư                        | 6                              | 3                              | 1                              | 2                              | 16                             | 20                             |
| 2024                | Chủ nhà                        | Chủ nhà                        | Chủ nhà                        | Chủ nhà                        | Chủ nhà                        | Chủ nhà                        | Chủ nhà                        |
| Tổng số             | Á quân                         | 81                             | 54                             | 6                              | 21                             | 459                            | 241                            |

### Giải vô địch Đông Nam Á
| Giải vô địch Đông Nam Á | Giải vô địch Đông Nam Á | Giải vô địch Đông Nam Á | Giải vô địch Đông Nam Á | Giải vô địch Đông Nam Á | Giải vô địch Đông Nam Á | Giải vô địch Đông Nam Á | Giải vô địch Đông Nam Á |
| Năm                     | Vòng                    | ST                      | T                       | H*                      | B                       | BT                      | BB                      |
| ----------------------- | ----------------------- | ----------------------- | ----------------------- | ----------------------- | ----------------------- | ----------------------- | ----------------------- |
| 2001                    | Vô địch                 | 5                       | 5                       | 0                       | 0                       | 62                      | 5                       |
| 2003                    | Vô địch                 | 6                       | 6                       | 0                       | 0                       | 53                      | 11                      |
| 2005                    | Vô địch                 | 6                       | 6                       | 0                       | 0                       | 47                      | 4                       |
| 2006                    | Vô địch                 | 4                       | 4                       | 0                       | 0                       | 59                      | 7                       |
| 2007                    | Vô địch                 | 5                       | 5                       | 0                       | 0                       | 57                      | 7                       |
| 2008[1]                 | Vô địch                 | 5                       | 4                       | 0                       | 1                       | 22                      | 10                      |
| 2009                    | Vô địch                 | 5                       | 5                       | 0                       | 0                       | 38                      | 14                      |
| 2010[2]                 | Không tham dự           | Không tham dự           | Không tham dự           | Không tham dự           | Không tham dự           | Không tham dự           | Không tham dự           |
| 2012                    | Vô địch                 | 6                       | 6                       | 0                       | 0                       | 94                      | 9                       |
| 2013                    | Vô địch                 | 6                       | 6                       | 0                       | 0                       | 48                      | 9                       |
| 2014                    | Vô địch                 | 6                       | 5                       | 0                       | 1                       | 39                      | 8                       |
| 2015                    | Vô địch                 | 6                       | 6                       | 0                       | 0                       | 53                      | 8                       |
| 2016                    | Vô địch                 | 4                       | 4                       | 0                       | 0                       | 41                      | 8                       |
| 2017                    | Vô địch                 | 5                       | 5                       | 0                       | 0                       | 49                      | 11                      |
| 2018                    | Vô địch                 | 5                       | 5                       | 0                       | 0                       | 42                      | 5                       |
| 2019                    | Vô địch                 | 5                       | 5                       | 0                       | 0                       | 40                      | 1                       |
| 2022                    | Vô địch                 | 6                       | 4                       | 2                       | 0                       | 40                      | 7                       |
| 2024                    | Hạng 3                  | 6                       | 4                       | 0                       | 2                       | 30                      | 10                      |
| Tổng số                 | Vô địch (16/16)         | 91                      | 85                      | 2                       | 2                       | 741                     | 124                     |

1  Năm 2008, Thái Lan sử dụng đội U-21.
2  Năm 2010, Thái Lan rút lui để tổ chức Thailand Five's 2010 tại Udon Thani.

### Đại hội Thể thao Trong nhà và Võ thuật châu Á
| Đại hội Thể thao Trong nhà và Võ thuật châu Á | Đại hội Thể thao Trong nhà và Võ thuật châu Á | Đại hội Thể thao Trong nhà và Võ thuật châu Á | Đại hội Thể thao Trong nhà và Võ thuật châu Á | Đại hội Thể thao Trong nhà và Võ thuật châu Á | Đại hội Thể thao Trong nhà và Võ thuật châu Á | Đại hội Thể thao Trong nhà và Võ thuật châu Á | Đại hội Thể thao Trong nhà và Võ thuật châu Á |
| Năm                                           | Vòng                                          | ST                                            | T                                             | H*                                            | B                                             | BT                                            | BB                                            |
| --------------------------------------------- | --------------------------------------------- | --------------------------------------------- | --------------------------------------------- | --------------------------------------------- | --------------------------------------------- | --------------------------------------------- | --------------------------------------------- |
| 2005                                          | Á quân                                        | 4                                             | 3                                             | 0                                             | 1                                             | 24                                            | 6                                             |
| 2007                                          | Á quân                                        | 6                                             | 5                                             | 0                                             | 1                                             | 48                                            | 14                                            |
| 2009                                          | Á quân                                        | 5                                             | 4                                             | 1                                             | 0                                             | 23                                            | 12                                            |
| 2013                                          | Hạng 3                                        | 5                                             | 4                                             | 0                                             | 1                                             | 53                                            | 16                                            |
| 2017                                          | Tứ kết                                        | 3                                             | 1                                             | 1                                             | 1                                             | 13                                            | 18                                            |
| Tổng số                                       | Á quân (3/5)                                  | 23                                            | 17                                            | 2                                             | 4                                             | 161                                           | 66                                            |

### Đại hội Thể thao Đông Nam Á
| Đại hội Thể thao Đông Nam Á | Đại hội Thể thao Đông Nam Á | Đại hội Thể thao Đông Nam Á | Đại hội Thể thao Đông Nam Á | Đại hội Thể thao Đông Nam Á | Đại hội Thể thao Đông Nam Á | Đại hội Thể thao Đông Nam Á | Đại hội Thể thao Đông Nam Á |
| Năm                         | Vòng                        | ST                          | T                           | H*                          | B                           | BT                          | BB                          |
| --------------------------- | --------------------------- | --------------------------- | --------------------------- | --------------------------- | --------------------------- | --------------------------- | --------------------------- |
| 2007                        | Vô địch                     | 5                           | 5                           | 0                           | 0                           | 50                          | 6                           |
| 2009                        | Không diễn ra               | Không diễn ra               | Không diễn ra               | Không diễn ra               | Không diễn ra               | Không diễn ra               | Không diễn ra               |
| 2011                        | Vô địch                     | 4                           | 4                           | 0                           | 0                           | 42                          | 8                           |
| 2013                        | Vô địch                     | 4                           | 4                           | 0                           | 0                           | 32                          | 5                           |
| 2015                        | Không diễn ra               | Không diễn ra               | Không diễn ra               | Không diễn ra               | Không diễn ra               | Không diễn ra               | Không diễn ra               |
| 2017                        | Vô địch                     | 4                           | 3                           | 0                           | 1                           | 20                          | 10                          |
| 2019                        | Không diễn ra               | Không diễn ra               | Không diễn ra               | Không diễn ra               | Không diễn ra               | Không diễn ra               | Không diễn ra               |
| 2021                        | Vô địch                     | 4                           | 3                           | 1                           | 0                           | 11                          | 4                           |
| Tổng số                     | Vô địch (5/5)               | 21                          | 19                          | 1                           | 1                           | 155                         | 33                          |

## Đối đầu
Thái Lan đã chơi hơn 300 trận futsal quốc tế từ năm 1992. Sau năm 1992, đội tuyển có giai đoạn giải thể, không thi đấu quốc tế khoảng 7 năm.
Danh sách này liệt kê danh sách các nước có đội tuyển tranh tài với đội Thái Lan kể từ trận đấu đầu tiên với tuyển Trung Quốc ngày 2 tháng 5 năm 1992. Chỉ tính các trận chính thức.
Tính đến các trận đấu vào ngày 2 tháng 2 năm 2018
| Đối thủ           | Liên đoàn | ST  | T   | H  | B  | BT   | BB  | HS    |
| ----------------- | --------- | --- | --- | -- | -- | ---- | --- | ----- |
| Afghanistan       | AFC       | 1   | 1   | 0  | 0  | 23   | 2   | +21   |
| Argentina         | CONMEBOL  | 5   | 1   | 1  | 3  | 10   | 15  | -5    |
| Úc                | AFC       | 14  | 12  | 0  | 2  | 66   | 26  | +40   |
| Azerbaijan        | UEFA      | 1   | 0   | 0  | 1  | 8    | 13  | -5    |
| Bahrain           | AFC       | 2   | 2   | 0  | 0  | 19   | 4   | +15   |
| Bhutan            | AFC       | 1   | 1   | 0  | 0  | 29   | 1   | +28   |
| Brasil            | CONMEBOL  | 7   | 0   | 0  | 7  | 5    | 52  | -47   |
| Brunei            | AFC       | 10  | 10  | 0  | 0  | 131  | 12  | +119  |
| Campuchia         | AFC       | 2   | 2   | 0  | 0  | 32   | 5   | +27   |
| Trung Quốc        | AFC       | 10  | 4   | 4  | 2  | 31   | 33  | -2    |
| Đài Bắc Trung Hoa | AFC       | 2   | 2   | 0  | 0  | 12   | 4   | +8    |
| Costa Rica        | CONCACAF  | 2   | 1   | 0  | 1  | 4    | 3   | -1    |
| Cuba              | CONCACAF  | 1   | 1   | 0  | 0  | 8    | 5   | +3    |
| Cộng hòa Séc      | UEFA      | 1   | 0   | 0  | 1  | 1    | 2   | -1    |
| Ai Cập            | CAF       | 5   | 2   | 1  | 2  | 10   | 20  | -10   |
| Anh               | UEFA      | 1   | 1   | 0  | 0  | 6    | 1   | +5    |
| Guam              | AFC       | 1   | 1   | 0  | 0  | 21   | 0   | +21   |
| Guatemala         | CONCACAF  | 1   | 1   | 0  | 0  | 3    | 2   | +1    |
| Hungary           | UEFA      | 1   | 0   | 1  | 0  | 4    | 4   | 0     |
| Indonesia         | AFC       | 16  | 13  | 0  | 3  | 86   | 34  | +52   |
| Iran              | AFC       | 21  | 4   | 3  | 14 | 62   | 112 | -50   |
| Iraq              | AFC       | 6   | 6   | 0  | 0  | 27   | 10  | +17   |
| Ý                 | UEFA      | 2   | 0   | 0  | 2  | 3    | 8   | -5    |
| Nhật Bản          | AFC       | 19  | 5   | 2  | 12 | 48   | 64  | -16   |
| Jordan            | AFC       | 2   | 2   | 0  | 0  | 14   | 1   | +13   |
| Kazakhstan        | UEFA[1]   | 3   | 0   | 1  | 2  | 7    | 9   | -2    |
| Kuwait            | AFC       | 7   | 7   | 0  | 0  | 46   | 15  | +31   |
| Kyrgyzstan        | AFC       | 7   | 6   | 0  | 1  | 38   | 18  | +20   |
| Lào               | AFC       | 7   | 7   | 0  | 0  | 98   | 9   | +91   |
| Liban             | AFC       | 5   | 4   | 1  | 1  | 29   | 14  | +15   |
| Ma Cao            | AFC       | 3   | 3   | 0  | 0  | 32   | 7   | +25   |
| Malaysia          | AFC       | 27  | 27  | 0  | 0  | 175  | 34  | +141  |
| Maldives          | AFC       | 1   | 1   | 0  | 0  | 25   | 0   | +25   |
| México            | CONCACAF  | 1   | 1   | 0  | 0  | 7    | 0   | +7    |
| Maroc             | CAF       | 1   | 0   | 0  | 1  | 1    | 5   | -4    |
| Mozambique        | CAF       | 1   | 1   | 0  | 0  | 6    | 3   | +3    |
| Myanmar           | AFC       | 16  | 16  | 0  | 0  | 161  | 40  | +121  |
| Hà Lan            | UEFA      | 3   | 0   | 1  | 2  | 5    | 12  | -7    |
| Panama            | CONCACAF  | 1   | 0   | 0  | 1  | 5    | 7   | -2    |
| Paraguay          | CONMEBOL  | 2   | 0   | 0  | 2  | 2    | 11  | -9    |
| Philippines       | AFC       | 9   | 9   | 0  | 0  | 114  | 13  | +111  |
| Bồ Đào Nha        | UEFA      | 4   | 0   | 1  | 3  | 5    | 10  | -5    |
| Qatar             | AFC       | 1   | 1   | 0  | 0  | 4    | 3   | +1    |
| România           | UEFA      | 3   | 2   | 0  | 1  | 17   | 11  | +6    |
| Nga               | UEFA      | 3   | 0   | 0  | 3  | 7    | 14  | -7    |
| Singapore         | AFC       | 6   | 6   | 0  | 0  | 72   | 4   | +68   |
| Quần đảo Solomon  | OFC       | 1   | 0   | 0  | 1  | 3    | 4   | -1    |
| Nam Phi           | CAF       | 1   | 1   | 0  | 0  | 6    | 2   | +4    |
| Hàn Quốc          | AFC       | 7   | 6   | 0  | 1  | 46   | 21  | +25   |
| Tây Ban Nha       | UEFA      | 7   | 0   | 0  | 7  | 6    | 47  | -41   |
| Tajikistan        | AFC       | 2   | 2   | 0  | 0  | 11   | 6   | +5    |
| Đông Timor        | AFC       | 4   | 4   | 0  | 0  | 63   | 7   | +56   |
| Turkmenistan      | AFC       | 3   | 3   | 0  | 0  | 36   | 4   | +32   |
| Ukraina           | UEFA      | 1   | 0   | 0  | 1  | 3    | 5   | -2    |
| UAE               | AFC       | 2   | 2   | 0  | 0  | 12   | 4   | +8    |
| Hoa Kỳ            | CONCACAF  | 1   | 1   | 0  | 0  | 5    | 3   | +2    |
| Uruguay           | CONMEBOL  | 1   | 0   | 0  | 1  | 1    | 4   | -3    |
| Uzbekistan        | AFC       | 9   | 6   | 1  | 2  | 24   | 13  | +11   |
| Việt Nam          | AFC       | 17  | 16  | 0  | 1  | 110  | 24  | +86   |
| Tổng số           | Tổng số   | 301 | 204 | 17 | 80 | 1845 | 816 | +1029 |

1  Kazakhstan vẫn là thành viên thuộc AFC khi gặp Thái Lan tại giải futsal châu Á năm 2000.

## Lịch thi đấu

### 2022
| 27 tháng 9 năm 2022 Futsal châu Á 2022 | Thái Lan | v | Iraq |  |
| 17:00 (UTC+3)                          |          |   |      |  |

| 29 tháng 9 năm 2022 Futsal châu Á 2022 | Kuwait | v | Thái Lan |  |
| 21:00 (UTC+3)                          |        |   |          |  |

| 1 tháng 10 năm 2022 Futsal châu Á 2022 | Thái Lan | v | Oman |  |
| 15:00 (UTC+3)                          |          |   |      |  |

## Huấn luyện viên
| Quốc gia    | Huấn luyện viên         | Năm        | Ref.  |
| ----------- | ----------------------- | ---------- | ----- |
| Thái Lan    | Bongkarn Prompui        | 1999-2000  |       |
| Brasil      | Silvalho                | 2000–2001  |       |
| Argentina   | Vicente De Luise        | 2003       |       |
| Brasil      | Gelacio de Castro       | 2004–2006  |       |
| Thái Lan    | Pattaya Piamkum         | 2007       |       |
| Tây Ban Nha | Pulpis                  | 2008–2011  |       |
| Hà Lan      | Victor Hermans          | 2012–2016  | [ 4 ] |
| Tây Ban Nha | Miguel Rodrigo          | 2016–2017  | [ 5 ] |
| Tây Ban Nha | Pulpis                  | 2017– 2021 | [ 6 ] |
| Thái Lan    | Rakphol Sainetngarm     | 2021       |       |
| Tây Ban Nha | Carlos César Núñez Gago | 2022-      |       |